# Legendary (Z-Ro)
Legendary' è il ventesimo album in studio del rapper statunitense Z-Ro, pubblicato nel 2016.

## Tracce
1. Never Wrote – 3:52
2. Og – 4:29
3. Drank & Smoke – 4:02
4. My Time – 4:03
5. I Know – 3:30
6. Ain't No Love – 4:10
7. I Can (featuring Mike D) – 4:23
8. Skrewed Up – 5:10
9. I'm Good – 4:11
10. It's Ok (featuring Just Brittany) – 3:36
11. One Deep 4 Life – 5:39
12. Out His Mind – 4:57
13. Thru the City – 5:13
14. Dome, Kush, And Codeine – 3:53
15. Come With Me – 4:51